# Пак Сон Хён
Пак Сон Хён (кор. 박성현; род. 1 января 1983, Кунсан, Чолла-Пукто, Южная Корея) — корейская спортсменка, двукратная олимпийская чемпионка 2004 года по стрельбе из лука в командном и в личном первенствах, серебряная призёрка Олимпийских игр 2008 в личном первенстве и олимпийская чемпионка 2008 года в командном первенстве. Многократная чемпионка мира, рекордсменка мира.

## Биография
Пак Сон Хён (в латинской записи Park Sung-Hyun) — одна из лучших женщин-лучниц первого десятилетия XXI века. В 2001 году она выиграла чемпионат Южной Кореи по стрельбе из лука и отобралась на Чемпионат мира. В этом году она завоевала титул чемпионки мира в Пекине, а также выиграла бронзовые медали в командном первенстве. Пак выиграла медали во всех шести чемпионатах мира, в которых она участвовала. Её выступление в олимпийских Афинах было близко к безупречному. После установки нового мирового рекорда в 72-стрелки рейтинге круглая, она легко победила большинство её противников в отборочных турах, а в финале выиграла золото. Затем она получила золото в командном первенстве. Пак была близка к повторению успеха в 2004 года и на Олимпийских играх в Пекине. Обыграв всех соперниц в отборочном туре, она снова вышла в финал. Противостоит ей китаянка Чжан Цзюаньцзюань. Но Пак проиграла золото по одной точке, 109—110. Ей удалось взять реванш в командном первенстве, опередив китаянок (в том числе Zhang), и она выиграла своё третье олимпийское золото. В дополнение к своим олимпийским медалям и медалям чемпионата мира, «королева стрельбы из лука» также выиграла три золотых медали на Азиатских играх, два золота на азиатских чемпионатах, и два в 2003 году на Универсиаде. Пак решила закончить карьеру после Олимпийских игр в Пекине. Она вышла замуж за олимпийского чемпиона, лучника из Кореи Пак Кён Мо в декабре 2008 года.